# Herbert Müller (homme politique, 1900)
Pour les articles homonymes, voir Herbert Müller et Müller.
Herbert Müller (né le 13 septembre 1900 à Ludwigshafen am Rhein et décédé le 24 novembre 1994 au même endroit) était une personnalité politique allemande, membre du Parti communiste (KPD), puis du Parti social-démocrate (SPD).

## Biographie
Herbert Müller était un compositeur talentueux. Durant son apprentissage, il adhéra à l'Association des Jeunesses Socialistes et en devint le président local à Ludwigshafen-sur-le-Rhin en 1917. En 1918, il devient cofondateur de la Jeunesse socialiste libre du Palatinat et membre du Parti communiste (KPD) en 1919, dont il devient président local en 1923. En 1928, il est élu au Parlement bavarois, en même temps qu'il devient chef de l'organisation du district du Palatinat du KPD et, en 1929, membre du conseil municipal de Ludwigshafen am Rhein. En 1932, il devient chef de l'organisation du nouveau district du Baden-Pfalz.
Les nationaux-socialistes l'arrêtent le 2 mai 1933 et le détiennent dans le camp de concentration de Dachau jusqu'en 1935. Il travaille ensuite dans la Résistance, avant de s'enfuir en Espagne via la France en 1936. Pendant la Guerre civile espagnole, il est officier dans les Brigades internationales. En 1938, il rentre en France et s'occupe de l'internement des combattants de l'Armée républicaine espagnole. En 1939, il est lui-même brièvement interné et, en 1940, recruté pour le service militaire dans l'armée française.
Après l'invasion du sud de la France par la Wehrmacht, il passe dans la clandestinité en 1943. Il participe au mouvement du Comité national pour une Allemagne libre et devient président de la région toulousaine. En avril 1944, il signe un accord pour ce mouvement avec le Comité français de libération nationale dirigé par Charles de Gaulle, qui reconnaît officiellement le Comité dans le cadre de la Résistance. Au début de l'année 1945, il devient membre de la direction de la section Ouest du KPD.
Après la Seconde Guerre mondiale, il est rédacteur au journal Rheinpfalz de 1945 à 1947. De 1966 à 1981, il travaille au Neue Pfälzer Post.
En 1945, il devient président du KPD du Palatinat, un an plus tard de celui du Hesse-Pfalz et en 1947 du KPD de Rhénanie-Palatinat. En 1946, il est à nouveau élu au conseil municipal de Ludwigshafen am Rhein, où siège jusqu'en 1969, et chef du groupe parlementaire du KPD jusqu'en 1949. En 1946, il devient membre de l'Assemblée consultative de l'État fédéral de Rhénanie-Palatinat et, de 1947 à 1971, il est membre du parlement de Rhénanie-Palatinat. Là, il est d'abord le chef du groupe KPD, mais est licencié en 1948 sous la pression du président régional du parti après que la faction avait soutenu le social-démocrate Jakob Steffan dans son élection comme vice-premier ministre régional. Après d'autres accusations, il rejoint le SPD en 1949 et, de 1950 à 1966, il est directeur général du SPD du district de Ludwigshafen.